# Aporobopyrus petrolistheae
Aporobopyrus petrolistheae är en kräftdjursart som först beskrevs av Sueo M. Shiino 1933.  Aporobopyrus petrolistheae ingår i släktet Aporobopyrus och familjen Bopyridae.

## Underarter
Arten delas in i följande underarter:
- A. p. palpifera
- A. p. petrolistheae